# Banksia chamaephyton
Série
Statut CITES
Banksia chamaephyton est une espèce d'arbuste rampant du genre Banksia. On le trouve dans les régions de plaines sablonneuses au nord de Perth, en Australie-Occidentale.
Les fleurs, crème ou brunes, apparaissent d'octobre à décembre.
Pour germer, les graines ne nécessitent pas de préparation et demandent environ 25 jours pour lever. 